# San Alejandro (Padre Abad)
San Alejandro es una localidad peruana, capital de distrito de Irázola, provincia de Padre Abad, al noroeste del departamento de Loreto.

## Descripción
San Alejandro es una localidad semirrural, aunque por las últimas inversiones del gobierno privado se va asimilando más al entorno urbano, San Alejandro a orillas del río hominino que pertenece a la cuenca del río Ucayali.